# Рибалочка лазуровий
Риба́лочка лазуровий (Alcedo coerulescens) — вид сиворакшоподібних птахів родини рибалочкових (Alcedinidae). Ендемік Індонезії.

## Поширення
Населяє острови Суматра (східну частину), Ява, острови Кангеан, Балі, Ломбок і Сумбава. Мешкає у низинах поблизу струмків, каналів, затоплених рисових полів і приливних естуаріїв.

## Опис
Це маленький рибалочка завдовжки 13 см. Верхня частина має низку відтінків синього з білими мітками та помітною білою плямою з обох боків шиї. Низ білий з блакитним нагрудним поясом. Дзьоб чорнуватий, а ноги темно-коричневі. Самиця має тьмяніше і злегка зеленувате оперення і вужчу смугу грудей.